# اف تی آیلند
اف تی آیلند (کره‌ای: 에프티 아일랜드, or FT아일랜드، مخفف جزیره پنج گنج)، یک گروه راک کره جنوبی است که توسط اف‌ان‌سی در سال ۲۰۰۷ تشکیل شد. گروه در حال حاضر متشکل از خواننده اصلی لی هونگ گی، نوازنده باس لی جائه جین و درامر چوی مین هوان است. گیتاریست اوه وون بین در سال ۲۰۰۹ گروه را ترک کرد و سونگ سئونگ هیون جایگزین او شد. لیدر سابق چوی جونگ هون گروه را ترک کرد و در ۱۴ مارس ۲۰۱۹ از صنعت سرگرمی بازنشسته شد، در حالی که سونگ هیون در ۳۱ دسامبر ۲۰۱۹ گروه را ترک کرد تا حرفه بازیگری خود را دنبال کند.
| Склад            | - Лі Хон Кі - Лі Дже Джін - Чхве Мін Хван |
| Колишні учасники | - Чхве Чон Хун - О Вон Бін - Сон Син Хьон |